# Innocenty VIII
Innocenty VIII (łac. Innocentius VIII, właśc. Giovanni Battista Cibo; ur. w 1432 w Genui, zm. 25 lipca 1492 w Rzymie) – papież w okresie od 29 sierpnia 1484 do 25 lipca 1492.

## Życiorys
Giovanni Battista Cibo urodził się w 1432 roku w Genui jako syn rzymskiego senatora Arana Cibo i Teodoriny de Mari. Młodość spędził na dworze królewskim w Neapolu, gdzie prowadził rozwiązłe życie. W tym okresie został ojcem co najmniej dwójki nieślubnych dzieci – Franceschetto (1449–1519) i Teodoriny (1455–1508). Następnie studiował w Padwie i w Rzymie. Około roku 1460 przeżył nawrócenie i przyjął święcenia kapłańskie. Wstąpił na służbę do kardynała Filippa Clandriniego i dzięki jego protekcji uzyskał nominację na biskupa Savony (5 listopada 1466), którym pozostał do 16 września 1472, kiedy mianowano go biskupem Molfetty. W 1471 został datariuszem nowo wybranego papieża Sykstusa IV. Rychło stał się protegowanym papieskiego bratanka kardynała Giuliana della Roverego, który rekomendował go do nominacji kardynalskiej.

## Kardynał z Molfetty
Na konsystorzu celebrowanym 7 maja 1473 papież Sykstus IV mianował go kardynałem-prezbiterem. 10 maja otrzymał kapelusz kardynalski, a 17 maja kościół tytularny S. Balbinae, który następnie (prawdopodobnie w 1474) wymienił na S. Cecilia. Był odtąd znany jako kardynał z Molfetty, gdyż przez cały czas pozostawał biskupem tej diecezji. W 1476 był legatem Sykstusa IV w ogarniętym zarazą Rzymie; papież i kuria przeniosły się wówczas do Viterbo. W 1480 pośredniczył w negocjacjach pokojowych między Florencją a Sieną jako delegat Sykstusa IV. Od 1483 sprawował funkcję protektora zakonu karmelitów. 19 stycznia 1484 został wybrany na urząd kamerlinga Świętego Kolegium Kardynałów na roczną kadencję. W jej trakcie 12 sierpnia 1484 zmarł Sykstus IV.

## Wybór na papieża
Giovanni Battista Cibo został wybrany na papieża 29 sierpnia 1484. Przyjął imię Innocenty VIII, na cześć innego genueńskiego papieża Innocentego IV (1243–1254). 12 września 1484 został uroczyście koronowany na schodach bazyliki watykańskiej przez protodiakona Francesco Piccolominiego.
Wybór Innocentego VIII podyktowany był faktem, że dwaj liderzy frakcji w Kolegium Kardynałów, Giuliano della Rovere i Rodrigo Borgia nie byli w stanie przeforsować swoich własnych kandydatur: della Rovere był wówczas jeszcze zbyt młody (miał 41 lat), a Borgii nie udało się uzyskać poparcia wystarczającej liczby elektorów. W tym stanie rzeczy obaj dążyli do wyboru „papieża przejściowego”, który by był człowiekiem słabego charakteru, podatnym na ich wpływy, przy którym by mogli umocnić swoje pozycje przed następnym konklawe. Giovanni Battista Cibo w pełni odpowiadał tym wymogom i pod tym względem nie zawiódł nadziei swoich wyborców. W chwili wyboru miał wprawdzie tylko 52 lata, nie był więc zbyt stary, jednak jego słabe zdrowie nie wróżyło długiego pontyfikatu. Jego głównym promotorem na konklawe był Giuliano della Rovere.

## Pontyfikat

### Nepotyzm i sprawy finansowe
Sykstus IV przez swój nepotyzm, wystawny tryb życia i czynne zaangażowanie w konflikty zbrojne we Włoszech doprowadził do opustoszenia skarbca papieskiego i pozostawił po sobie spore długi. Mimo to, Innocenty VIII nie szukał oszczędności i kontynuował dotychczasowy sposób życia na dworze papieskim. Lubił przepych i wygody, a przy tym był człowiekiem próżnym i leniwym. Wybudował w ogrodach watykańskich willę wypoczynkową – Belweder, który miał służyć do urządzania festynu i zabaw dworu papieskiego. W celu zdobycia funduszy potrzebnych na te cele oddał w zastaw papieską tiarę i kontynuował zapoczątkowaną na dużą skalę przez Sykstusa IV sprzedaż urzędów kościelnych (symonia), a nawet tworzył specjalnie w tym celu nowe, nikomu niepotrzebne. W ten sposób 31 grudnia 1487 utworzył Sekretariat Apostolski złożony z 26 sekretarzy; stanowiska te wystawiono na licytację. Ludzie którzy w ten sposób zdobyli urzędy kurialne w celu odzyskania wydanych na ten cel pieniędzy dopuszczali się rozmaitych nadużyć. W 1489 z rozkazu papieża stracono dwóch urzędników zamieszanych w proceder sprzedawania fałszywych bulli papieskich. Sytuacja ta ze zrozumiałych względów powodowała obniżenie autorytetu papieża.
Innocenty VIII, podobnie jak jego poprzednicy, wspierał swoją rodzinę, jednak przez pierwsze pięć lat pontyfikatu nie mianował żadnego ze swoich krewnych kardynałem. Jego głównym doradcą w kurii pozostał kardynał Giuliano della Rovere. Nieco mniejszą, choć także znaczącą rolę odgrywał wicekanclerz Rodrigo Borgia, rywal Giuliano della Rovere. Wpływy obydwu kardynałów były tym większe, że papież był słabego zdrowia i częste choroby uniemożliwiały mu zajmowanie się na bieżąco sprawami Stolicy Apostolskiej. Nawet kiedy w 1489 roku wreszcie wyniósł do godności kardynalskiej swego bratanka Lorenzo Cibo de Mari, nie uzyskał on większego wpływu na rządy i pozostawał w cieniu kardynała della Rovere. Jedynymi większymi beneficjami jakie Lorenzo otrzymał były arcybiskupstwo Benewentu (w grudniu 1485, jeszcze przed kreacją kardynalską) oraz diecezja Vannes (w 1490). Od początku natomiast skandal wywołał fakt, że papież oficjalnie uznawał dwójkę swoich nieślubnych dzieci Franceschetto i Teodorinę i przyjął je na dwór papieski. Choć nie był pierwszym papieżem mającym nieślubne dzieci (przed nim był np. Pius II), to jednak był pierwszym, który te dzieci legitymizował. Choć urodziły się one jeszcze zanim Cibo wybrał stan duchowny i nie ma dowodów by po przyjęciu święceń kontynuował rozwiązły tryb życia, na jego temat zaczęły krążyć bardzo niepochlebne komentarze w związku z tą sytuacją. Wybryki rozpustnego Franceschetto dodatkowo osłabiały i tak nie największy prestiż Innocentego VIII. W grudniu 1487 Franceschetto został gubernatorem Rzymu i naczelnym wodzem armii papieskiej, a w 1490 otrzymał lenna Cerveteri i Anguillara. Starania o apanaże dla swoich dzieci wkrótce wciągnęły papieża w konflikt zbrojny z królestwem Neapolu, gdzie Franceschetto Cibo, z poparciem papieża i kardynała della Rovere sprzymierzył się z opozycją baronów wobec króla Ferrante I.

### Konflikt z Neapolem
Wkrótce po wyborze Innocentego VIII w Rzymie doszło do walk skłóconych od wieków rodów Orsini i Colonna, przy czym Orsini zwrócili się także przeciwko papieżowi i kardynałowi della Rovere. Przywódca rodu, Virginio Gentile Orsini uzyskał wsparcie króla neapolitańskiego Ferrante I, rozgniewanego na papieża za wspieranie opozycji w jego królestwie. W rezultacie w 1485 wybuchła wojna między Neapolem a Stolicą Apostolską. Papież uzyskał poparcie Genui, Wenecji i Francji, które miały nadzieję na odzyskanie tronu neapolitańskiego przez Andegawenów. Neapol wsparły natomiast Florencja i Mediolan. Wojna nie układała się po myśli Stolicy Apostolskiej i zimą 1485 wojska neapolitańskie zagroziły Rzymowi. W sierpniu 1486 dzięki kardynałowi Rodrigo Borgii udało się doprowadzić do pokoju, przypieczętowanego małżeństwem papieskiej wnuczki Peretty Cibo-Usodimare (córki Teodoriny Cibo i Gherardo Usodimare) z wnukiem królewskim Alfonso del Carretto, margrabią Finale i Noli. Uroczystości ślubne odbyły się w Rzymie 16 listopada 1488. Ponadto papież nawiązał przyjazne stosunki z rządzącymi Florencją Medyceuszami, sojusznikami Neapolu. 25 lutego 1487 doszło do zawarcia per procura małżeństwa Franceschetto Cibo z Maddaleną de Medici, córką Lorenzo de Medici. W zamian papież przyrzekł nominację kardynalską dla syna Wawrzyńca Giovanni de Medici, do której faktycznie doszło w marcu 1489. Z uwagi jednak na młodociany wiek Giovanniego publicznie ogłoszono ją dopiero trzy lata później. Przyjazne stosunki nawiązano także z drugim sprzymierzeńcem Neapolu Mediolanem, który w 1487 pomógł w stłumieniu rebelii w Osimo.
Pokój z Neapolem opierał się jednak na kruchych podstawach. Ferrante I wykorzystał go do rozprawienia się z opozycją. Wbrew obietnicom amnestii podstępnie wymordował zbuntowanych baronów i w 1489 doszło do wznowienia walk. Innocenty VIII ekskomunikował króla i złożył go z tronu, nie zrobiło to jednak na nim żadnego wrażenia, tym bardziej, że jego wojska zajęły część terytorium Państwa Kościelnego. W styczniu 1492 doszło wreszcie do zawarcia pokoju, jednak na dobre konflikt zakończył się dopiero w 1494 roku, już po śmierci Innocentego VIII.

### Sprawa krucjaty przeciw Turkom
Początkowo Innocenty VIII, wzorem swych poprzedników i zgodnie ze zobowiązaniami podjętymi na konklawe, próbował wznowić starania o zorganizowanie krucjaty przeciw Turkom Osmańskim. Początkowo na przeszkodzie stał konflikt z Neapolem, później jednak przypadek sprawił, że papież poniechał całkowicie tych planów. W 1486 wielki mistrz zakonu joannitów na Rodos Pierre d’Aubusson zobowiązał się do oddania papieżowi swojego najcenniejszego jeńca wojennego Cema, młodszego brata sułtana Bajezyda II, pojmanego w 1482 roku. W 1489 Cem ostatecznie znalazł się w Rzymie. Innocenty VIII początkowo próbował wykorzystać pretensje Cema do tronu tureckiego i w 1490 zwołał kongres monarchów w sprawie zorganizowania krucjaty. Po oddaniu tronu tureckiego Cemowi miało dojść do wycofania Turcji z Europy. Kongres ten wprawdzie się odbył, ale nic z niego nie wynikło. W tej sytuacji papież doszedł do osobliwego porozumienia z sułtanem Bajezydem II, który traktował brata jako rywala do tronu. W zamian za 40 tysięcy dukatów rocznie i relikwię Świętej Włóczni papież obiecał sułtanowi trzymanie Cema pod strażą w Rzymie. Ponieważ była to pokaźna suma pieniędzy, a Innocenty VIII miał stale kłopoty finansowe, sprawa krucjaty dzięki temu układowi została odłożona ad acta.
Mimo fiaska planów wojny z Turkami papież wspierał rekonkwistę w Hiszpanii. Na wieść o zdobyciu Grenady (2 stycznia 1492) nadał królowi Ferdynandowi II Aragońskiemu i jego następcom tytuł „królów katolickich”.

### Sprawy religijne
Innocenty VIII nie podjął żadnej próby reform w Kościele. Za jego czasów nastąpiło dalsze obniżenie poziomu moralnego duchowieństwa, na co niemały wpływ miała postawa samego papieża względem jego nieślubnych dzieci. Co więcej, często nawracające choroby powodowały, że bywał wyłączony z zajmowania się nawet bieżącymi sprawami Kościoła na okres kilku tygodni, a niekiedy nawet miesięcy (np. przez trzy miesiące od marca do czerwca 1485 r.). Skutkowało to pogłębianiem się kryzysu moralnego w Kościele.
5 grudnia 1484 Innocenty VIII wydał słynną bullę Summis desiderantes affectibus. Potwierdzał w niej pełnomocnictwa dla inkwizytorów Heinricha Kramera i Jakoba Sprengera do podejmowania działań inkwizycyjnych na terenie niemieckich prowincji kościelnych Brema, Kolonia, Moguncja, Trewir i Salzburg przeciwko osobom podejrzanym o konszachty z diabłami i uprawianie czarów na szkodę innych ludzi i ich dobytku. Wbrew wyrażanemu niekiedy poglądowi bulla ta nie dawała inkwizycji żadnych szczególnych uprawnień, nie rozpętywała też masowych polowań na czarownice. Jej treść nie różni się zasadniczo od dziesiątków podobnych dokumentów rutynowo wystawianych przez papieży dla inkwizytorów w ciągu poprzednich 250 lat. Nie miała też dogmatycznego charakteru. Znaczenie bulli Summis desidarantes brało się stąd, że była to jedna z pierwszych bulli papieskich wydanych drukiem, przez co zasięg jej oddziaływania był znacznie szerszy. Jeden z jej adresatów, inkwizytor Heinrich Kramer dołączył ją do swojego dzieła Malleus Maleficarum w 1487, co było powielane także w jego późniejszych wydaniach.
Innocenty VIII kontynuował niekonsekwentną politykę Sykstusa IV względem działalności hiszpańskiej inkwizycji. Protestował przeciw nadużyciom, ale nie podejmował żadnych realnych działań, aby je ukrócić. W 1487 roku zatwierdził Tomasa Torquemadę na stanowisku Wielkiego Inkwizytora. Za jego pontyfikatu inkwizycja hiszpańska ostatecznie uniezależniła się od Stolicy Apostolskiej.
W 1486 roku papież potępił 900 tez Giovanniego Pico della Mirandola, poszukującego pogodzenia chrześcijaństwa z naukami antycznych filozofów. Tylko dzięki wstawiennictwu swojego protektora Lorenzo de Medici filozof uniknął poważniejszych represji.
W 1487 Innocenty VIII ogłosił krucjatę przeciwko waldensom w dolinach alpejskich. Do jej zorganizowania doszło w latach 1488–89 pod dowództwem papieskiego komisarza Alberto de' Capitanei i hrabiego Anax Hugues de La Palu, przy poparciu parlamentu w Grenoble oraz króla Francji Karola VIII. Wskutek niepowodzeń militarnych, takich jak porażka w bitwie pod Prali, wojska krzyżowe rozpoczęły systematyczną pacyfikację wiosek waldenskich; najbardziej znanym przykładem jest masakra około 70 waldenskich uchodźców (w tym wielu dzieci), którzy schronili się w jaskini Aigue-Fraide. Mimo to nie zdołano całkowicie zniszczyć herezji, gdyż większość waldensów zdołała uciec w góry. Krótko po zakończeniu krucjaty ich wspólnoty zaczęły się odradzać.

## Śmierć

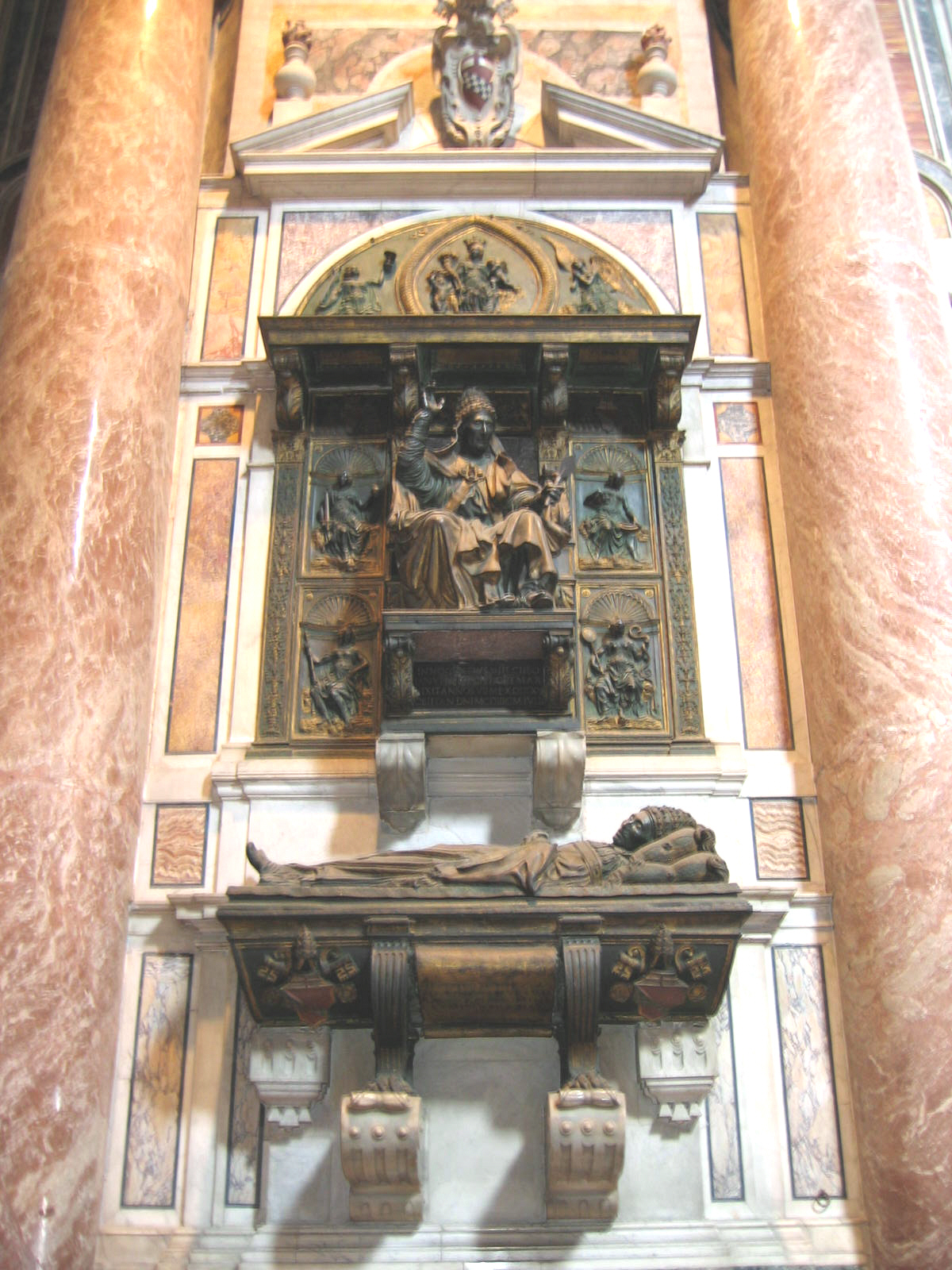
Grób papieża Innocentego VIII w Bazylice św. Piotra

Innocenty VIII zawsze był człowiekiem słabego zdrowia i chorował bardzo często. Kilkakrotnie w ciągu jego pontyfikatu jego stan wydawał się na tyle poważny, że spodziewano się jego śmierci. Współczesny, niekoniecznie wiarygodny, kronikarz Stefano Infessura twierdził, że w lipcu 1492, gdy Innocenty VIII był już śmiertelnie chory, jego żydowski lekarz zaproponował mu podanie ludzkiej krwi jako jedyny ratunek dla jego życia; w tym celu lekarz ten podobno pobrał krew od trzech 10-letnich chłopców, którzy później zmarli. Innocenty VIII miał się jednak nie zgodzić na ten zabieg, a ów lekarz musiał uciekać z miasta. Niezależnie od tego, czy historia ta jest prawdziwa czy też nie, krótko potem, w dniu 25 lipca 1492 w godzinach wieczornych 60-letni Innocenty VIII zmarł. Został pochowany w bazylice watykańskiej, gdzie jego grób znajduje się do dziś. Jest to jedyny grób papieski z dawnej tzw. bazyliki „konstantyńskiej”, który został zachowany w nowej bazylice.